# Università di Laodicea
L'Università di Laodicea (in arabo جامعة اللاذقية‎?, Jāmiʿat al-Lādhiqīyah) è una università pubblica siriana. Fondata nel 1971, è situata a Laodicea.
Già Università Tišrīn (in arabo جامعة ثشرين‎?, Jāmiʿat Tišrīn), assunse il nome attuale in seguito alla caduta del regime ba'athista nel dicembre 2024.